# 恰布拉
恰布拉（Chhabra），是印度拉贾斯坦邦Baran县的一个城镇。总人口22795（2001年）。

## 人口
该地2001年总人口22795人，其中男性12078人，女性10717人；0-6岁人口3839人，其中男2054人，女1785人；识字率60.36%，其中男性为69.62%，女性为49.92%。